# Фретес Давалос, Алехандро
Алехандро Фретес Давалос (исп. Alejandro Fretes Dávalos; 7 июня 1920, Хенераль-Артигас — 29 декабря 2006, Асунсьон) — парагвайский генерал, один из высших военачальников стронистского режима. Начальник генерального штаба вооружённых сил Парагвая при правлении Альфредо Стресснера. Участник политических репрессий, один из руководителей международной антикоммунистической Операции «Кондор». Защищал Стресснера при государственном перевороте 1989. После падения диктатуры привлекался к судебной ответственности, скончался под домашним арестом.

## Служба и взгляды
Родился в небольшом городке департамента Итапуа. В 1942 окончил военное училище в звании младшего лейтенанта. Был направлен на военную стажировку в Чили. Служил под началом Аугусто Пиночета, будущего чилийского диктатора.
Вернувшись в Парагвай, Фретес Давалос служил на офицерских должностях в сухопутных войсках, командовал пехотным полком. Затем поступил в военную разведку. Прошёл в Школе Америк курс обучения тайным операциям и методам политического сыска. Был директором Института высших стратегических исследований при Совете национальной обороны.
Политически Алехандро Фретес Давалос придерживался крайне правых антикоммунистических взглядов. Состоял в партии Колорадо. Полностью поддерживал диктатора Альфредо Стресснера и режим стронизма в целом.

## В военном руководстве
В 1974 президент Стресснер назначил Алехандро Фретеса Давалоса начальником генерального штаба парагвайских вооружённых сил с присвоением звания дивизионного генерала. Наряду с армейским управлением, в обязанности Фретеса Давалоса входило руководство участием Парагвая в континентальной антикоммунистической Операции «Кондор».
Армейские спецслужбы активно взаимодействовали с органами тайной полиции в политических репрессиях. Парагвайский правозащитник Мартин Альмада свидетельствовал, что в его допросе у начальника DIPC Пастора Коронеля участвовал Фретес Давалос. Во внутренних репрессиях Фретес Давалос тесно взаимодействовал с DIPC, в международных спецоперациях — с DNAT Антонио Кампоса Алума. Курировал связи с военными спецслужбами Аргентины, Бразилии, Чили, Уругвая и Боливии. Последующие расследования определили, что в ходе мероприятий «Кондора» Фретес Давалос выдал минимум четыре сотни санкций на обыски, аресты и пытки. Имел репутацию «парагвайского Кондора N 1» (хотя Кампос Алум играл в операции не меньшую роль).
Генерал Фретес Давалос принадлежал к военно-политической верхушке стронизма, имел влияние на государственную политику. Он был также весьма состоятельным человеком, обладал крупными экономическими активами. Весьма выгодной для него оказалась аграрная реформа, проведённая под руководством Хуана Мануэля Фрутоса-младшего. Впоследствии было установлено получение им нескольких тысяч гектаров земли в департаментах Альто-Парана, Амамбай, Кордильера, Пресиденте-Аес. Он подозревался также в причастности к операциям наркобизнеса.
3 февраля 1989 генерал Андрес Родригес совершил государственный переворот. Президент Стресснер и группа «Золотой квадрат» были отстранены от власти. Алехандро Фретес Давалос сохранил верность Стресснеру, находился вместе с ним вместе с полком сопровождения, пытался организовать сопротивление. Однако несколько часов спустя безнадёжность таких попыток стала очевидной. Фретес Давалос вступил в переговоры с Родригесом об условиях сдачи и вместе с сыном президента Густаво убедил Альфредо Стресснера прекратить сопротивление.

## Следствие и смерть
После смены режима Алехандро Фретес Давалос был отправлен в отставку. Жил частной жизнью в своих особняках. При правлении Андреса Родригеса и его преемников Фретес Давалос не возвращался на госслужбу, но и не подвергался преследованиям.
Более левую политику повёл президент Оскар Никанор Дуарте Фрутос. Одним из её элементов стало привлечение к уголовной ответственности участников стронистских репрессий из армейских спецслужб (наиболее жестокие функционеры тайной полиции, типа Пастора Коронеля, были привлечены ещё при Родригесе). В апреле 2005 был выдан ордер на арест Алехандро Фретеса Давалоса.
Первоначально судья Густаво Сантандер предъявил Алехандро Фретесу Давалосу обвинение в похищении в ходе «Кондора» парагвайских диссидентов Федерико Таттера, Инасио Саманьего и Оскара Луиса Рохаса. Из-за преклонного возраста мерой пресечения Фретесу Давалосу был избран домашний арест.
Алехандро Фретес Давалос не признавал своей вины. Линией защиты он избрал «несознанку» под предлогом того, что не помнит давних событий. Вспоминал он лишь такие ситуации, которые не подлежали уголовному наказанию — например, свою роль в организации визита в Парагвай аргентинского адмирала Эдуардо Массеры (визит состоялся в сентябре 1975, когда Массера ещё не был членом аргентинской хунты). В случаях неопровержимо доказанной ответственности — при наличии собственноручных подписей — Фретес Давалос перекладывал вину на своего заместителя генерала Бенито Гванеса Серрано (которого к тому времени не было в живых) — якобы он вынуждал подписывать, не вводя в курс дела.
Процесс над Алехандро Фретесом Давалосом не состоялся в связи со смертью обвиняемого под домашним арестом в возрасте 86 лет.